# تام گودوین (بازیکن بیسبال)
تام گودوین (انگلیسی: Tom Goodwin؛ زادهٔ ۲۷ ژوئیهٔ ۱۹۶۸) بازیکن بیس‌بال اهل ایالات متحده آمریکا بود.
از باشگاه‌هایی که در آن بازی کرده‌است می‌توان به تگزاس رنجرز اشاره کرد.